# Хенри Кавил
Хенри Кавил (на английски: Henry Cavill; роден на 5 май 1983 г.) е британски актьор.
Известен е с ролята си на Чарлс Брандън в сериала „Династията на Тюдорите“ на телевизия Шоутайм. Играе ролите на Супермен във филма „Човек от стомана“ и Наполеон Соло в „Мъжът от U.N.C.L.E.“.

## Личен живот
На 4 май 2011 г. приятелката му Елън Уитакър обявява годежа им. На 18 август 2012 г. е обявено, че двамата са се разделили.
През май 2021 г. обявява връзката си с Натали Вискузо. На 15 април 2024 г. става ясно, че двамата очакват дете.

## Частична филмография
- 2002 – „Граф Монте Кристо“ (The Count of Monte Cristo)
- 2003 – „Убийства в Мидсъмър“ (Midsomer Murders)
- 2005 – „Хелрейзър: Адски свят“ (Hellraiser: Hellworld)
- 2006 – „Тристан и Изолда“ (Tristan & Isolde)
- 2006 – „Червената шапчица“ (Red Riding Hood)
- 2007 – „Звезден прах“ (Stardust)
- 2009 – „Каквото дойде“ (Whatever Works)
- 2007 – 2010 – „Династията на Тюдорите“ (The Tudors)
- 2011 – „Войната на боговете“ (Immortals)
- 2012 – „Студена светлина“ (The Cold Light of Day)
- 2013 – „Човек от стомана“ (Man of Steel)
- 2015 – „Мъжът от U.N.C.L.E.“ (The Man from U.N.C.L.E.)
- 2016 – „Батман срещу Супермен: Зората на справедливостта“ (Batman v Superman: Dawn of Justice)
- 2017 – „Пясъчен замък“ (Sand Castle)
- 2017 – „Лигата на справедливостта“ (Justice League)
- 2018 – „Нощен ловец“ (Night Hunter)
- 2018 – „Мисията невъзможна: Разпад“ (Mission: Impossible – Fallout)
- 2019 – 2022 – „Вещерът” (The Witcher)
- 2020 – „Лигата на справедливостта: Режисьорската версия на Зак Снайдър“ (Zack Snyder's Justice League)
- 2020 – „Енола Холмс“ (Enola Holmes)
- 2022 – „Черния Адам” (Black Adam)
- 2022 – „Енола Холмс 2“ (Enola Holmes 2)
- 2024 – „Аргайл: Супершпионин“ (Argylle)
- 2024 – „Министерство на неджентълменската война“ (The Ministry of Ungentlemanly Warfare)
- 2024 – „Дедпул и Върколака“ (Deadpool & Wolverine)